# الحفر الكبير
الحفر الكبير - مشروع ضخم في بوسطن، أعاد توجيه الشريان المركزي المرتفع آنذاك للطريق السريع 93 الذي قطع بوسطن إلى نفق أونيل وبنى نفق تيد ويليامز لتمديد الطريق السريع 90 إلى مطار لوجان الدولي. كان هذان المشروعان أصل الاسم الرسمي، مشروع الشريان المركزي/النفق (مشروع سي إيه/تي). بالإضافة إلى ذلك، بنى المشروع جسر زاكيم بانكر هيل فوق نهر تشارلز، وتشييد طريق روز كينيدي الأخضر في المساحة التي أخلاها الطريق السريع المرتفع السابق آي-93، ومول أكثر من اثني عشر مشروعاً لتحسين نظام النقل العام في المنطقة. بدأ التخطيط للمشروع في 1982؛ ونُفذت أعمال البناء بين عامي 1991 و2006؛ وانتهى المشروع في 31 ديسمبر 2007. كان المقاول العام للمشروع هو شركة بكتل وكان الباني شركة بارسونز برينكرهوف، اللتان عملتا كتحالف، تحت إشراف إدارة الطرق السريعة في ماساتشوستس.
يعد مشروع الحفر الكبير أغلى مشروع طريق سريع في الولايات المتحدة، وقد عانى من تجاوز التكاليف والتأخيرات والتسربات وعيوب التصميم واتهامات بالتنفيذ السيئ واستخدام مواد دون المستوى والاتهامات الجنائية والاعتقالات ووفاة سائق سيارة واحد. كان من المقرر في الأصل أن يكتمل المشروع في 1998، بتكلفة تقديرية تبلغ 2.8 مليار دولار (7.4 مليار دولار أمريكي معدلة للتضخم اعتباراً من 2020). ومع ذلك، انتهى المشروع في ديسمبر 2007 بتكلفة تزيد عن 8.08 مليار دولار (بسعر الدولار في 1982، 21.5 مليار دولار معدلة للتضخم)، وهو تجاوز للتكلفة بنحو 190%. وقد وافق تكتل بارسونز برينكرهوف وبكتل على دفع 407 مليون دولار نتيجة للوفاة والتسربات وعيوب التصميم الأخرى، كتعويض ووافقت العديد من الشركات الصغيرة على دفع مبلغ إجمالي يبلغ حوالي 51 مليون دولار.
فمشروع الحفر الكبير، يعد وأحدًا من أكثر مفاخر الهندسة تعقيدًا، وأغلاها ثمنًا في التاريخ الأمريكي، وهو في حقيقة الأمر ليس مشروعًا واحدًا، بل عدة مشروعات في مشروع واحد من حيث تضمنه لكباري وأنفاق جديدة. الطول الكامل للمشروع كان حوالي 12.5 كم، وبلغ الطول الكامل للأنفاق حوالي نصف هذه القيمة، كما أن المشروع تضمن 4 تحويلات طرق رئيسة؛ لربط الطرق الجديدة بنظام الطرق الموجودة بالفعل.

## تحديات المشروع
في ظل الطول الكامل للمشروع وأنفاقه، كان الانتقال بعملية النقل من فوق أرضية إلى تحت أرضية أحد التحديات الرئيسة التي واجهت المشروع، وجعلته أحد أكثر مشروعات البنية التحتية صعوبة في الولايات المتحدة وقتها، كما أن عملية التحويلات الأربع الجديدة لربط الطرق القديمة بالجديدة، أدي إلى ظهور تحد آخر للمشروع، والمتمثل في كيفية تنفيذ ذلك في وسط مدينة بوسطن دون تعطيل لحركة المدينة. تحد آخر واجه المشروع ، وهو ما تمثل في كيفية الخروج من الأزمات التي تعرض لها المشروع من زيادة التكلفة عما هو مخطط له، وتأخير توقيتات التنفيذ عما هو متفق عليه، ناهيك عن التسريبات الكثيرة المياه، وبعض الانهيارات التي حدثت في أجزاء من المشروع، والتي أدت إلى بعض الوفيات. وتوضيح جانب من هذه الأزمات بنوع من التفصيل يكمن في:

### تسريبات المياة

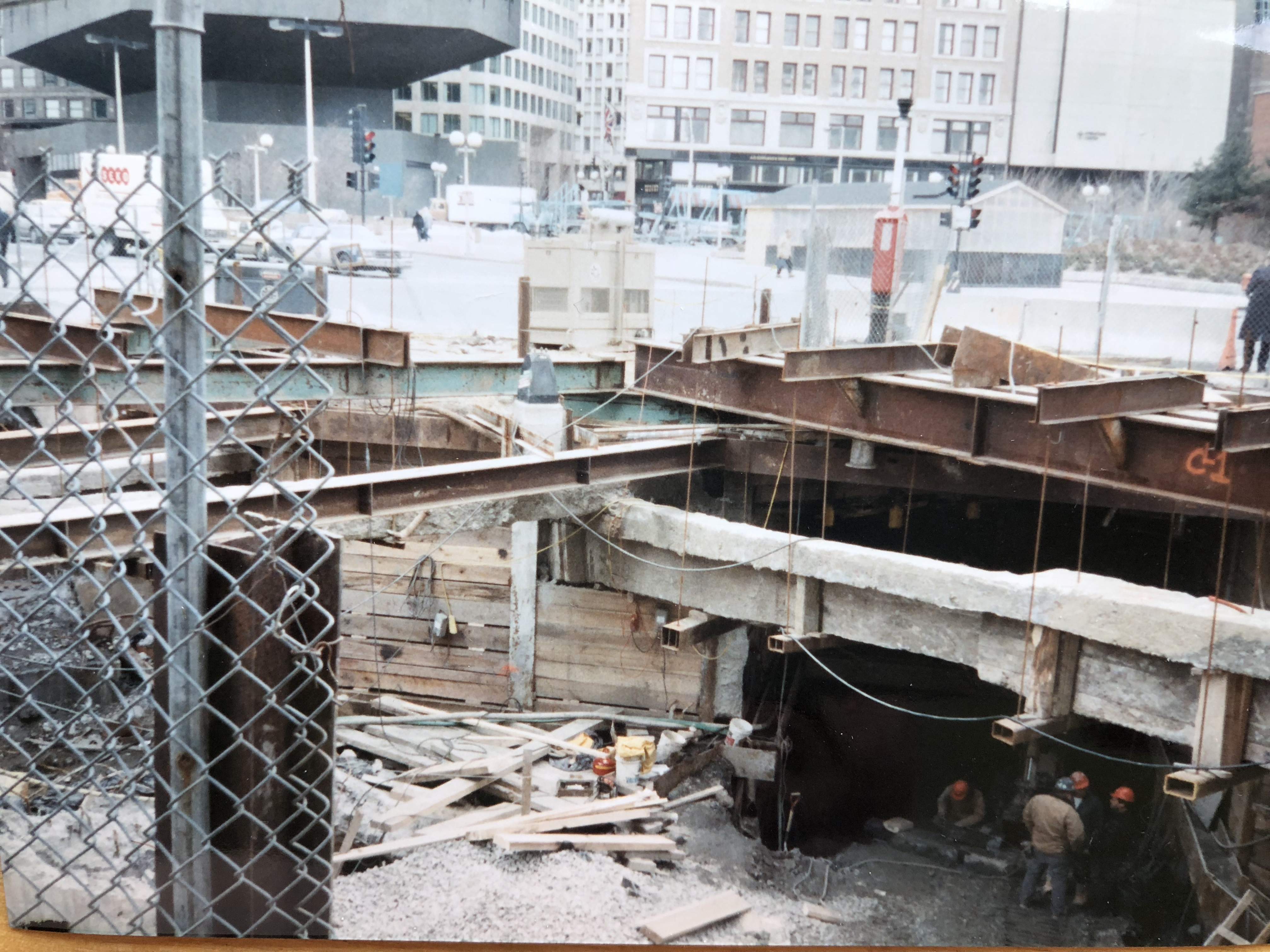

في 2001م، عانى المشروع من آلاف التسريبات في شقوق الجداران والأسقف، والتي تسببت في كثير من الأضرار التي لحقت بأنظمة مقاومة الحرائق، وأنظمة الصرف الصحي. والعديد من هذه التسريبات للمياه كان بسبب فشل الشركة المسؤولة عن التبطين في إزالة الحصى وبقايا الحطام قبل عملية صب الخرسانة. وهذه المعلومات لم يتم الكشف عنها إلا عندما قام مجموعة من المهندسين من معهد ماساتشوستس للتكنولوجيا بالعديد من التجارب، والتي اكتشفوا من خلالها العديد من المشاكل داخل النفق. وفي عام 2004م أدت تسريبات كثيرة للمياة إلى غلق النفق، وقيل وقتها أن عدد التسريبات وصل إلى 500 أو 700 تسريب بطول 300 متر في النفق أسفل محطة بوسطن الجنوبية، ووصفت هذه التسريبات بأنها أشد خطورة وأكثر ضررًا من التسريبات السابقة.
وتكمن مشكلة التسريبات في أن الكثير منها عبارة عن مياة مالحة تآكلية، ويحدث ذلك بسبب القرب من ميناء بوسطن والمحيط الأطلسي، ويزداد الوضع سوءًا بسبب انتشار ملح الطريق في النفق، والذي يتم استخدامه لإذابة الجليد أثناء الطقس المتجمد، وفي ظل هذه التسريبات للمياه المالحة تحدث أضرار عديدة ببنية المشروع، ومنها فشل تركيبات الإضاءة السقفية، وقد يمتد الضرر إلى حديد التسليح وغيره من التعزيزات الفولاذية المخصصة لتثبيت جدارن النفق والسقف في مكانها.

### مواد دون المستوى المطلوب

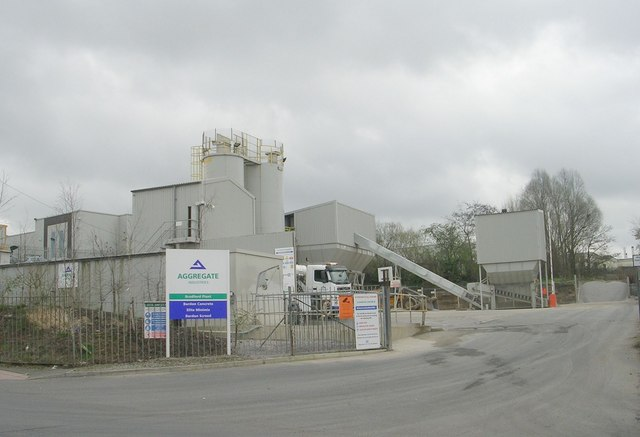

قامت شرطة ولاية ماساتشوستس في عام 2005م بتفتيش مكاتب شركة Aggregate Industries، والتي تعد أكبر مورد للخرسانة للأجزاء تحت الأرض من المشروع، والتي قامت بتسليم خرسانة للمشروع لا تتفق والمواصفات الموجودة في العقد بين الطرفين، وفي 2006م تم القبض على ستة موظفين في الشركة ووجهت إليهم تهمة التآمر للاحتيال على الولايات المتحدة، وذلك من خلال إعادة استخدامهم للخرسانة القديمة، والتي ربما كانت وراء التسريبات والانهيارات التي حدثت بالمشروع.

### انهيار الأسقف
سقطت ألواح سقف خرسانية وحطام يبلغ وزنه حوالي 24 طنًا على سيارة، مما تسبب في وفيات وإصابات، وبناء عليه تم اغلاق جزء من المشروع لمعظم صيف عام 2006م. وقال ميت رومني حاكم ولاية ماساتشوستس وقتها " ببساطة لا يمكننا العيش في بيئة حيث يحتمل أن يهدد مشروع بهذا الحجم حياة الإنسان" وأمر رومني بتدقيق كامل للتأكد من سلامة كل أجزاء المشروع. وقد أدى انهيار سقف النفق وإغلاقة إلى حدوث ازدحام مروري كبير في المدينة. وتم الربط في ذلك الوقت بين ما حدث ونتائجه وبين وفاة شخص بنوبة قلبية وهو في طريقه إلى مركز بوسطن الطبي بعدما علقت به سيارة الاسعاف التي كان يقودها في ظل هذا الازدحام المروري. وقد تبين بعد تحقيقات عدة أن غراء الإيبوكسي المستخدم لثبيت السقف في مكانه أثناء عملية البناء غير مناسب للاستخدام طويل الأجل، ولا تحمل أحمال لفترة طويلة.

## انجازات المشروع
أدى المشروع إلى تحسينات كبيرة في أنظمة النقل، وتقليل التأخيرات التي كانت تسببها الازدحامات المرورية في مدينة بوسطن، والتي كانت من أكثر المدن إزدحامًا في الولايات المتحدة الأمريكية. حيث انخفض اجمالي ساعات سير المركبات على الطرق السريعة بنسبة 62% بين عامي 1995م ، و2003م. وقد أدت هذه التحسينات إلى توفير مقداره حوالي 168 مليون دولار أمريكي سنويًا بسبب توفير الوقت وتكاليف الانتقالات، وتم تقليل أوقات السفر على الشريان المركزي باتجاه الشمال خلال ساعات الذروة بنسبة 85.6%، كما انعكست هذه التحسينات أيضًا على جودة المعيشة، حيث تم ملاحظة انخفاض مستويات أول أكسيد الكربون بالمدينة بنسبة 12%. من جانب آخر ونتيجة لأعمال الحفر الكبرى، تم فتح مساحة كبيرة على الواجهة البحرية، والتي أصيحت فيما بعد منطقة سكنية وتجارية عالية الإيجار تسمى منطقة الميناء البحري، وتم تقدير أن يؤدي تطوير الميناء البحري وحده إلى خلق 7 مليار دولار من الاستثمارات الخاصة، و43000 وظيفة.